# 송범근
송범근(宋範根, 1997년 10월 15일~)은 대한민국의 축구 선수로 포지션은 골키퍼이다. 현재 K리그1의 전북 현대 모터스 소속으로 활동하고 있다.

## 클럽 경력
어렸을 때부터 공을 가지고 노는 걸 좋아했다고 한다. 원래는 공격수로 골을 넣는 것을 좋아했으나 초등학교 6학년 때 큰 키를 가졌던 그를 코치가 골키퍼로 기용하면서 그는 골키퍼를 하게 되었다. 어릴 때 별명이 차범근이었다. "동네에서 축구를 잘해서 그런 별명이 붙었다. 원래는 골 넣는 것을 좋아했다. 그런데 부모님이 크다는 이유로 나에게 골키퍼를 시키더라"라고 회상하기도 했다.
그는 이것이 계기가 되어 축구선수의 길을 걷게 되었고, 상주 상무 산하의 유스 팀인 용운고 재학 시절 금석배 대회 4강에서 5번의 승부차기 중 3개를 막아 팀은 결승 진출하게 되었다. 그 해 용운고등학교는 금석배 우승컵을 거머쥐게 되었다.
2018 시즌을 앞두고 K리그1의 전북 현대 모터스와 계약했다. 2월 20일에 열린 AFC 챔피언스리그 킷치 SC와의 경기에서 프로 데뷔 경기를 가졌다. 3월 1일, 울산 현대와의 개막전에서 K리그1 데뷔전을 치렀다. 이후 3월 6일 열린 톈진 취안젠과의 경기에서도 선발로 출전하며 안정감 있는 경기를 선보였다.
월드컵을 마감한 후 2023 시즌을 앞두고 쇼난 벨마레에 입단했다.
2025 시즌을 앞두고 전북으로 복귀하였다.

## 국가대표팀 경력
용운고등학교 재학 시절인 2015년 1월 러시아에서 열린 발렌틴 그라낫킨 유소년 축구 대회에 U-18 청소년 국가대표팀 소속으로 참가하면서 처음으로 국제 대회 경험을 가졌다. 같은 해 9월에는 2016년 AFC U-19 아시안컵 참가 예선에서 U-20 축구 대표팀 주전 키퍼로 활동하여 4경기 중 3경기에 출전하였다. 이듬해인 2016년 10월에는 바레인에서 열린 2016년 AFC U-19 아시안컵에 주전 키퍼로 참가하였고 대표팀은 바레인과 사우디아라비아에 밀려 16강 진출에는 실패했다. 고려대학교에 재학 중이던 2017년 5월 조국 대한민국에서 열린 2017년 FIFA U-20 월드컵에 참가하여 팀의 16강 진출을 이끌었으나 포르투갈과의 16강전에서 1-3으로 패하여 탈락했다. 같은 해 8월에는 중화민국 타이베이에서 열린 2017년 하계 유니버시아드에 유니버시아드 대표팀의 일원으로 참가하였으며, 아르헨티나와 우크라이나에게 밀려 상위 라운드 진출에는 실패했다.
2018년에는 U-23 국가대표팀에 발탁되었고 1월에 중국에서 열린 2018년 AFC U-23 챔피언십에 참가하였다. 당시에는 강현무에게 밀려 경기에는 출전하지 못하였고, 대한민국은 4위를 기록했다. 같은 해 8월에 인도네시아의 자카르타에서 열린 2018년 아시안 게임에 참가하여 조현우의 백업 골키퍼를 맡았다. 하지만 선발 출장한 예선 2차전인 말레이시아전에서 수비수와 호흡이 잘 맞지 않아 패전의 원인이 되고 말았으며, 조현우의 부상으로 한 번 더 선발 출전한 8강 우즈베키스탄전에서는 3실점을 허용하여 안정감있는 모습을 보여 주지 못했다. 다행히 아시안 게임에서 얻은 금메달로 병역특례를 받았다. 아시안 게임을 마친 후인 2018년 9월에 처음으로 A대표팀에 소집되었으나, 출전 경기는 없었다.
2020년 1월에는 태국에서 열린 2020년 AFC U-23 챔피언십에 참가하였고, 주전 골키퍼로 활약하며 모든 경기에서 대한민국의 골문을 지켰다. 대한민국팀은 사우디아라비아를 누르고 우승을 차지했으며, 송범근 자신은 대회 최우수 골키퍼상을 수상했다. 이듬해인 2021년 6월에는 코로나19 범유행으로 인해 1년이 연기된 일본 도쿄에서 열린 2020년 하계 올림픽에 참가하였고, 조별 예선 3경기에 모두 출전하여 8강 진출에 기여했다. 그러나 멕시코 올림픽 대표팀과의 8강전에서 6실점하며 3-6으로 패하여 탈락했다.
2021년 9월에 2022년 월드컵 아시아 3차 예선에 참가할 대한민국 대표팀 명단에 이름을 올리면서 3년 만에 A대표팀에 발탁되었다. 이듬해인 2022년 7월에 일본에서 열린 2022년 동아시아 선수권 대회에 참가하였으며, 7월 24일 동아시아 선수권 2차 경기인 홍콩과의 경기에서 A매치에 데뷔했다. 경기는 3-0으로 승리했다. 대한민국 대표팀은 개최국인 일본의 뒤를 이어 준우승을 차지했다.
2022년 FIFA 월드컵 최종 명단에 들었으나, 파울루 벤투가 감독을 맡은 이래 국가대표팀 주전 골키퍼로 복귀한 김승규가 오랫동안 지켜 왔기 때문에 그의 역할은 국가대표팀의 서드 키퍼였다. 그는 모든 경기를 벤치에서 지켜보아야 했다.

## 수상

### 클럽

#### 전북 현대 모터스
- K리그1 : 우승 4회 (2018년, 2019년, 2020년, 2021년)
- FA컵 : 우승 2회 (2020년, 2022년)

### 대표팀
대한민국
- 아시안 게임 축구 : 금메달 (2018)
- AFC U-23 챔피언십 : 우승 (2020)
- EAFF E-1 풋볼 챔피언십 준우승 (2022년)

### 개인
- 2020년 AFC U-23 챔피언십 최우수 골키퍼
- 2019년 K리그 특별상(전 경기 전 시간 출장)
- 2020년 K리그 특별상(전 경기 전 시간 출장)
- AFC U-23 베스트11 : 2020